# Skandinaviska Enskilda Banken
Skandinaviska Enskilda Banken AB (SEB) är en nordeuropeisk finanskoncern med huvudkontor i Stockholm. SEB är en så kallad universalbank i Sverige, Estland, Lettland och Litauen, och verksamhet med betydande lokal närvaro finns även i Danmark, Finland, Norge, Tyskland och Storbritannien. SEB har närvaro på mer än 20 platser runt om i världen, bland annat i Dublin, Genève, Luxemburg, Warszawa, New Delhi, Kiev, New York, São Paulo, Shanghai, Singapore och Hongkong.

## Historia
Banken har sin grund i Stockholms Enskilda Bank, som startades 1856 av André Oscar Wallenberg, och den nuvarande koncernen skapades genom samgåendet 1972 med Skandinaviska Banken, som grundades under namnet Skandinaviska Kreditaktiebolaget AB den 6 november 1863 i Göteborg av Oscar Ekman. Banken utvecklades snabbt och flyttade 1863 in i ett nybyggt hus på Lilla Nygatan 27.
1997 köptes försäkringsbolaget Trygg-Hansa, och dess verksamhet inom sparande och livförsäkringar integrerades. Sakförsäkringsdelen inom Trygg-Hansa såldes sedan vidare.
1998 bytte företaget logotyp och marknadsnamn från S-E-Banken till SEB, och man gick in som ägare i de tre baltiska bankerna Eesti Ühispank (Estland), Latvijas Unibank (Lettland) och Vilniaus Bankas (Litauen). År 2000 köptes den tyska banken, Bank für Gemeinwirtschaft (BfG), och de resterande delarna av de tre baltiska bankerna.
I början av 2001 tillkännagavs fusionsplaner med dåvarande Föreningssparbanken (nuvarande Swedbank), som fick avblåsas när EU-kommissionen krävde stora eftergifter för att ge sitt godkännande. År 2004 köptes den ukrainska banken Bank Agio.
Den tidigare representationen i Paris såldes i juni 2010 till Société Générale.
Efter flera år med svag lönsamhet  såldes kontorsverksamheten för privatkunder i Tyskland vidare till spanska Banco Santander i januari 2011.
Kontorsrörelsen i Ukraina såldes under 2012 till Eurobank Group.

## Verksamhet
Skandinaviska Enskilda Banken är en av Sveriges största banker och dess största ägare är familjen Wallenberg genom dess ägarbolag Investor AB. Verksamheten är organiserad i sex affärsdivisioner: Stora företag & Finansiella institutioner, Företag & Privatkunder, Private Wealth Management & Family Office, Baltikum, Liv, Asset Management. Dessutom finns den organisatoriska enheten Affärsstöd samt flera stabs- och kontrollfunktioner. SEB:s huvudkontor är beläget på Kungsträdgårdsgatan 8 i Stockholm.
SEB har 20 282 anställda , varav runt hälften finns utanför Sverige, och betjänar runt 2 000 stora företag och 1 100 finansiella institutioner, 400 000 små och medelstora företag samt cirka 4 000 000 privatpersoner. 

## Finansiella mål
SEB:s finansiella mål är sedan början av 2021 att:
1. Årligen ge en utdelning runt 50 procent av vinst per aktie exklusive jämförelsestörande poster, samt att främst genom aktieåterköp dela ut eventuellt kapitalöverskott buffertmålet.[8]
2. Upprätthålla en kärnprimärkapitalrelation som är 100 - 300 punkter högre än gällande kapitalkrav från Finansinspektionen. [8]
3. Skapa en konkurrenskraftig avkastning på kapitalet, med en strävan över tid att nå en uthållig avkastning på eget kapital på 15 procent. [8]

SEB-aktien är noterad på Nasdaq OMX, Stockholmsbörsen. Aktiekapitalet uppgick efter en nyemission i mars 2009 till 21,9 miljarder kronor. Vid utgången av 2023 hade SEB ett marknadsvärde på 297,0 miljarder kronor. 

## Verkställande direktörer och koncernchefer
Johan Torgeby är sedan 29 mars 2017 Skandinaviska Enskilda Bankens verkställande direktör (CEO) och koncernchef (president). Nedan följer en tabell över de högsta cheferna för koncernen sedan 1980, med titlar på engelska.
| År        | Verkställande direktörer och koncernchefer |
| --------- | --- |
| 1980-81   | Hans Cavalli-Björkman, Curt G. Olsson, Jacob Palmstierna, Alf Åkerman (Presidents) |
| 1982-83   | Curt G. Olsson (Group Chief Executive) Hans Cavalli-Björkman, Jacob Palmstierna, Alf Åkerman, Rutger Barnekow, Sven-Erik Ragnar (Presidents)                                                         |
| 1984      | Hans Cavalli-Björkman, Jacob Palmstierna, Alf Åkerman, Rutger Barnekow, Sven-Erik Ragnar (Presidents, Cavalli-Björkman primus inter pares)                                                           |
| 1985-87   | Hans Cavalli-Björkman, Jacob Palmstierna, Bo Ramfors, Rutger Barnekow (Presidents, Cavalli-Björkman Chairman of the Group Executive Committee)                                                       |
| 1988      | Hans Cavalli-Björkman (Group Chief Executive and Chairman of the Group Executive Committee) Jacob Palmstierna (Deputy Group Chief Executive and President) Rutger Barnekow, Bo Ramfors (Presidents ) |
| 1989      | Jacob Palmstierna (Group Chief Executive till november 1989) Bo Ramfors (Group Chief Executive från november 1989) Rutger Barnekow, Carl Löwenhielm (Presidents)                                     |
| 1990-91   | Bo Ramfors (Group Chief Executive and President) |
| 1992-96   | Björn Svedberg (Group Chief Executive and President) |
| 1997      | Jacob Wallenberg (CEO and President till december 1997) Lars Thunell (CEO and President från december 1997)                                                                                          |
| 1998-2005 | Lars Thunell (CEO and President till november 2005) |
| 2005-2017 | Annika Falkengren (CEO and President till mars 2017) |
| 2017-     | Johan Torgeby (CEO and President från mars 2017) |

## Hållbarhet
SEB undertecknade FN:s Global Compact 2004 och har sedan dess förbundit sig till flera globala initiativ och internationella uppförandekoder. Bland dem finns FN:s allmänna förklaring om mänskliga rättigheter, FN:s vägledande principer för företag och mänskliga rättigheter, UNEP FI:s Principer för ansvarsfull bankverksamhet (PRB), Net-Zero Banking Alliance, Principerna för ansvarsfulla investeringar (PRI) och Net Zero Asset Managers-initiativet.
SEB har utvecklat elva branschpolicyer för jordbruk, bygg och fastighet, vapen och försvar, skogsbruk, fossila bränslen, spel, gruvdrift och metaller, förnybar energi, sjöfart, tobak och transporter. Dessutom har företaget tematiska policyer för miljö (klimatförändringar, sötvatten och biologisk mångfald) och sociala frågor och mänskliga rättigheter. 
Förutom att ha utvecklat konceptet gröna obligationer tillsammans med Världsbanken 2007/2008[6] var SEB 2014 också en del av skapandet av Green Bond Principles. 
2009 publicerade SEB sin första hållbarhetsrapport i linje Global Reporting Initiative (GRI)[9]. Sedan 2017 är hållbarhetsredovisningen integrerad i årsredovisningen och är uppförd i enlighet med rapporteringsramverk som Task Force on Climate-Relaterad Financial Disclosures (TCFD) och Principer för ansvarsfull bankverksamhet (PRB). 

### Kritik från miljörörelsen och konsumentorganisationer
SEB har fått stark kritik för att ha lånat ut hundratals miljarder kronor till fossilbolag som sysslar med kol, olja och gas, något som gått emot deras officiella policy och hållbarhetsrapport. Kritiken har bland annat kommit från Sveriges Konsumenter och projektet Fair Finance Guide som är ett internationellt initiativ för att öka insynen i hur hållbart bankerna investerar. SEB är också en av de svenska storbanker som satsat 43 miljarder kronor på oljebolag i Arktis, bland annat i ett oerhört känsligt biologiskt område kallat ”Norges lilla regnskog” på grund av sin unika biologiska mångfald. Det omstridda tyska kolbolaget RWE har SEB finansierat med fem miljarder. Greta Thunberg har tillsammans med miljöaktivister protesterat mot bankens dubbelmoral och iscensatt klimataktioner mot SEB-kontor i Sverige.

## Samarbete med högskolor och universitet
SEB är Capital Partners till Handelshögskolan i Stockholm , Handelshögskolan vid Göteborgs Universitet  och Ekonomihögskolan vid Lunds universitet . Det innebär att SEB är en av de främsta medlemmarna till respektive lärosätes partnerprogram för företag som bidrar finansiellt och samarbetar nära vad gäller utbildning och forskning.
I april 2022 kommunicerade Handelshögskolan i Stockholm att man inrättar en professur i entreprenörskap och familjeföretagande genom ett sponsorskap från SEB och lägger grunden för ett nytt forskningscentrum kopplat till professuren. 

## Kontor

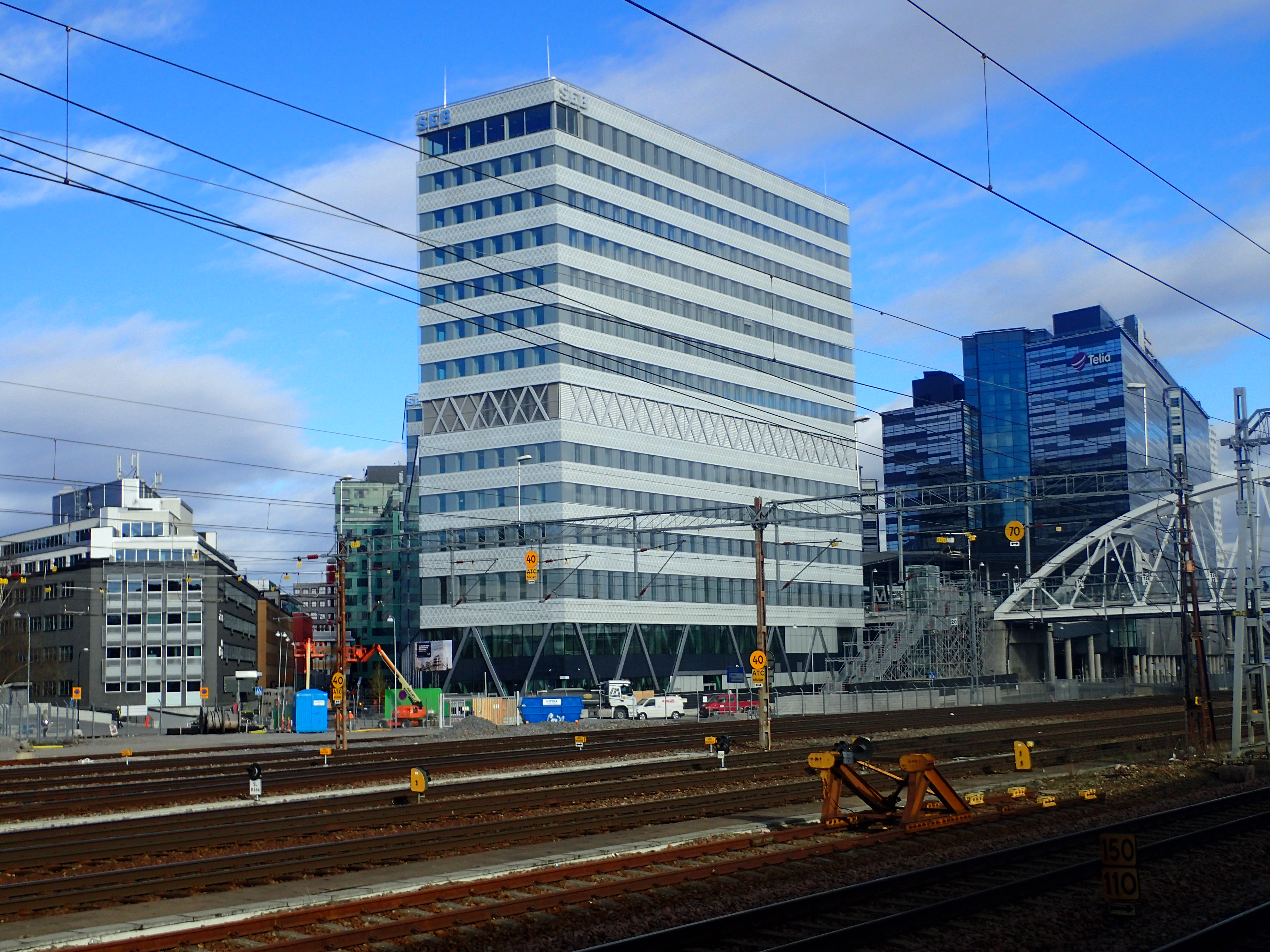
SEB Arenastaden.

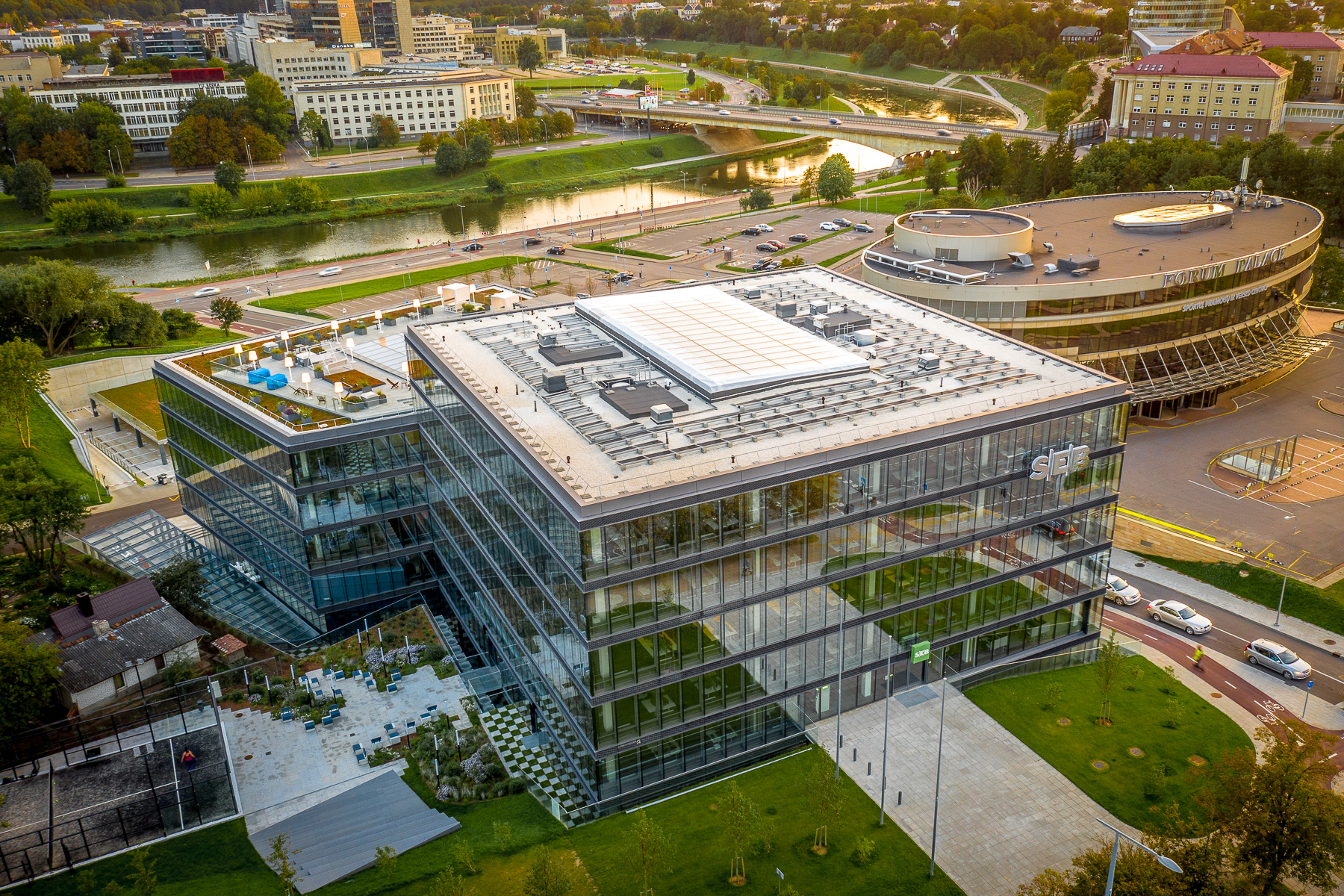
SEB:s kontor i Vilnius, Litauen.

Vid utgången av 2023 hade SEB 135 bankkontor i Sverige och de tre baltiska länderna (observera att SEB upphörde med sin kontorsverksamhet i Tyskland under 2010 och Ukraina under 2012):
Kontorsfastigheter (urval)
- Kungsträdgårdsgatan 8 (huvudkontor)
- Stjärntorget 4 (kontorsfastighet i Solna)

SEB lämnade 2017 kontorsbyggnaden Hästskon 12 vid Sergels torg i Stockholm. Under 2018 lämnade banken även fastigheten Bankhus 90 i Sundbybergs kommun. Stora delar av verksamheten är nu samlad i fastigheten i Solna.